# The Adventures of Thin Lizzy
The Adventures of Thin Lizzy è una raccolta della band hard rock Thin Lizzy, pubblicata nel 1981.

## Tracce
1. "Whiskey in the Jar" (Trad. arr. Lynott, Eric Bell, Brian Downey)
2. "Wild One"
3. "Jailbreak"
4. "The Boys Are Back in Town"
5. "Don't Believe a Word"
6. "Dancing in the Moonlight (It's Caught Me in Its Spotlight)"
7. "Waiting for an Alibi" (Lynott, Gary Moore)
8. "Do Anything You Want To"
9. "Sarah" (Lynott, Moore)
10. "Chinatown" (Downey, Scott Gorham, Lynott, Snowy White)
11. "Killer on the Loose"

## Formazione
- Phil Lynott - basso, voce
- Brian Downey - batteria
- Scott Gorham - chitarra
- Eric Bell - chitarra
- Brian Robertson - chitarra
- Gary Moore - chitarra
- Snowy White - chitarra